# Xysticus kamakhyai
Xysticus kamakhyai is een spinnensoort uit de familie van de krabspinnen (Thomisidae).
De wetenschappelijke naam van de soort werd in 1962 gepubliceerd door Benoy Krishna Tikader.